# Aanval op Columbus
De Aanval op Columbus (Engels: Raid on Columbus, Spaans: Batalla de Columbus) was een aanval van de rebellen van de Mexicaanse revolutionair Pancho Villa op het Amerikaanse grensplaatsje Columbus in het jaar 1916.
Er zijn verschillende verklaringen voor Villa's motieven de Verenigde Staten aan te vallen. Er is weleens geopperd dat hij tot zijn aanval overgehaald zou zijn door Duitsland, om zo de Verenigde Staten bezig te houden zodat het zich niet kon bemoeien met de Eerste Wereldoorlog. Waarschijnlijker is echter dat Villa's aanval was ingegeven door de erkenning van zijn tegenstander Venustiano Carranza als president van Mexico door de Amerikaanse regering.
Villa viel het dorp aan rond het middaguur. Zijn manschappen beroofden banken, plunderden, verkrachtten, stichtten branden en vielen een onderdeel van de Amerikaanse cavalerie aan. Aan het begin van de avond vertrokken ze weer met buitgemaakt goud en geweren, voordat er versterkingen aangerukt konden worden. Voor de Verenigde Staten vormde de aanval de aanleiding voor de Pancho Villa-expeditie, waarbij Amerikaanse troepen vergeefs probeerden in Mexico Villa te pakken te krijgen.
De aanval op Columbus was de laatste aanval op Amerikaans grondgebied tot de aanval op Pearl Harbor.